# Typhlotanais variabilis
Typhlotanais variabilis är en kräftdjursart som beskrevs av Hansen 1913. Typhlotanais variabilis ingår i släktet Typhlotanais och familjen Nototanaidae. Inga underarter finns listade i Catalogue of Life.